# Vlag van Spijk (West Betuwe)

Dorpsvlag Spijk

De vlag van Spijk werd op 6 mei 1971 door het Nederlandse dorp Spijk in gebruik genomen, tegelijkertijd met de vaststelling van de gemeentevlag. De beschrijving luidt:
Verdeeld per keper in zwart, wit en groen, in de verhouding 5:6:1, de top van de witte keper op 1/12 van de vlaglengte aan de broeking; op 3/8 van de vlaglengte een oranje schijf met een straal van 1/2 vlaghoogte, beladen met een geel verkort kruis.
Het ontwerp was van Hans van Heyningen en van de Stichting voor Banistiek en Heraldiek.
De kleuren oranje, wit en zwart zijn afgeleid van de familie Van Arkel, en in het wapen van Van Aersen-Van Sommelsdijk waren de kleuren wit, zwart en geel dominant; in het midden is een schijf voor het dorp zelf, en het kruis verwijst naar de parochie; het kruis staat ook voor de opslagplaats van heergoederen in Spijk. Groen symboliseert het polderland rond het dorp. De kepers worden gesuggereerd door de oude naam van dit gebied: "Krommenhoek".  De dorpsvlag van Spijk is officieel aangenomen, maar nooit gebruikt.

## Verwante afbeeldingen

Vlag van Heukelum

Acquoy
· Beekbergen-Lieren
· Beemte Broekland
· Bemmel
· Bennekom
· Bredevoort
· Deil
· Doornenburg
· Ederveen
· Elden
· Emst
· Enspijk
· Epse
· Gameren
· Gellicum
· Groenlo
· Harskamp
· Herwijnen
· Heukelum
· Heveadorp
· Hoenderloo
· Kerkdriel
· Klarenbeek
· Kootwijkerbroek
· Laag-Keppel
· Lathum
· Leuvenum
· Loenen
· Loil
· Meteren
· Netterden
· Oosterhuizen
· Radio Kootwijk
· Rumpt
· Schaarsbergen
· Spijk
· Stroe
· Teuge
· Uddel
· Ugchelen
· Vaassen
· Vierhouten
· Voorthuizen
· Vredenburg/Kronenburg